# Delta State Statesmen and Lady Statesmen
Los Delta State Statesmen and Lady Statesmen (en español, Estadistas y Damas Estadistas de la Estatal del Delta) es el equipo deportivo que representa a la Universidad Estatal del Delta ubicada el Cleveland, Misisipi en la NCAA Division II como miembro de la Gulf South Conference con 13 equipos deportivos.

## Deportes

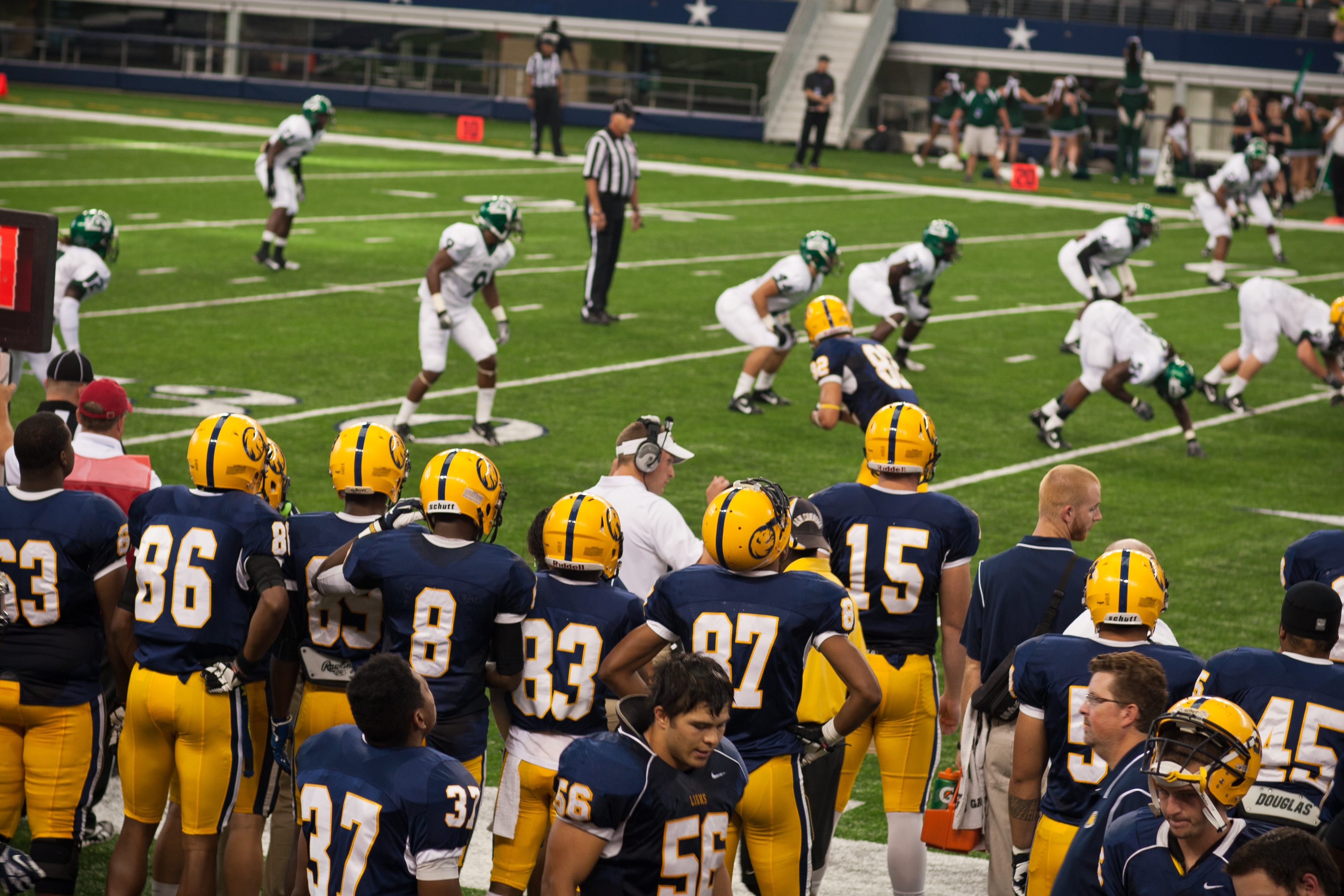
El equipo de fútbol americano de Delta State ante Texas A&M–Commerce Lions en 2013

| Masculino           | Femenino            |
| ------------------- | ------------------- |
| Béisbol             | Softbol             |
| Baloncesto          | Baloncesto          |
| Fútbol Americano    | Cross Country       |
| Fútbol              | Fútbol              |
| Natación y Clavados | Natación y Clavados |
| Tenis               | Tenis               |
| Golf                |                     |

## Títulos nacionales
| Asociación | División    | Deporte            | Año  | Rival              | Resultado |
| ---------- | ----------- | ------------------ | ---- | ------------------ | --------- |
| NCAA       | Division II | Baloncesto Femenil | 1989 |                    |           |
| NCAA       | Division II | Baloncesto Femenil | 1990 |                    |           |
| NCAA       | Division II | Baloncesto Femenil | 1992 |                    |           |
| NCAA       | Division II | Béisbol            | 2004 | Grand Valley State | 12–8      |

## Béisbol

### Draft
Delta State ha tenido 34 selecciones del draft de la Major League Baseball desde 1965.
| Año  | Nombre              | Ronda | Equipo    |
| ---- | ------------------- | ----- | --------- |
| 1965 | Joe DiFabio         | 1     | Cardinals |
| 1971 | Steve Prestridge    | 6     | Red Sox   |
| 1972 | Mike Payne          | 1     | Royals    |
| 1973 | Mike Payne          | 1     | Red Sox   |
| 1977 | Stew Cliburn        | 4     | Pirates   |
| 1978 | Judson Thigpen      | 29    | Tigers    |
| 1978 | John Crawford       | 20    | Tigers    |
| 1981 | Barry Lyons         | 25    | Tigers    |
| 1982 | Christopher Burgess | 16    | Padres    |
| 1982 | Barry Lyons         | 15    | Mets      |
| 1987 | Tom Hostetler       | 8     | Giants    |
| 1988 | Eddie Tucker        | 5     | Giants    |
| 1994 | Bubba Dixon         | 14    | Padres    |
| 1995 | Dave Townsend       | 49    | Giants    |
| 1996 | Andre Thompson      | 39    | Red Sox   |
| 1996 | Rodney Batts        | 22    | Phillies  |
| 1996 | Dave Townsend       | 6     | Marlins   |
| 1998 | Nathan Price        | 40    | Royals    |
| 2000 | Dee Haynes          | 14    | Cardinals |
| 2001 | Eli Whiteside       | 6     | Orioles   |
| 2003 | Edwin Maysonet      | 19    | Astros    |
| 2003 | Dusty Hughes        | 11    | Royals    |
| 2004 | Mark Broome         | 41    | Cardinals |
| 2005 | Brent Leach         | 6     | Dodgers   |
| 2007 | Jareck West         | 25    | Athletics |
| 2007 | Brett Durand        | 11    | Marlins   |
| 2008 | Kenny Smalley       | 24    | Athletics |
| 2009 | Devin Goodwin       | 33    | Cardinals |
| 2012 | James Hudelson      | 28    | White Sox |
| 2012 | Aaron Newcomb       | 19    | Angels    |
| 2012 | Brandon Hardin      | 10    | White Sox |
| 2013 | Garrett Pickens     | 29    | Blue Jays |
| 2014 | Carlos Leal         | 34    | Brewers   |
| 2014 | Taylor Stark        | 30    | Brewers   |

### Fútbol Americano

#### Logros
| Gulf South Conference                      | 1998, 2000, 2007, 2008, 2010, 2011, 2014             |
| Apariciones en la NCAA Division II Playoff | 1998, 2000, 2006, 2007, 2008, 2010, 2011, 2014, 2017 |
| Campeonato Regional NCAA Division II       | 2000, 2006, 2010, 2011                               |
| Campeonato Nacional NCAA Division II       | 2000                                                 |

### Baloncesto

#### Femenino
Las Lady Statesman iniciaron en 1925. Es el único equipo de la Division II con 1000 victorias. Juegan en la Gulf South Conference. Delta State juega de local en el Walter Sillers Coliseum. Ha estado en el NCAA Tournament 27 veces, con un récord de 57-25. Está dirigido por Craig Roden. Margaret Wade llevó al equipo a tres campeonatos nacionales de la AIAW, lo mismo que Lloyd Clark que lo llevó a tres títulos de la Division II.

##### Campeonatos de la AIAW
| Asociación | Deporte    | Año  |
| ---------- | ---------- | ---- |
| AIAW       | Baloncesto | 1975 |
| AIAW       | Baloncesto | 1976 |
| AIAW       | Baloncesto | 1977 |